# Nueva Requena
Nueva Requena es una localidad peruana, capital de distrito de Nueva Requena, provincia de Coronel Portillo, al noroeste del departamento de Ucayali.

## Descripción
Fue fundada en 1954, por colonos provenientes de la provincia de Requena en el departamento de Loreto, cuando las provincias de Ucayali y Coronel Portillo formaron el departamento de Ucayali en 1980 como una escisión del departamento de Loreto. Cuando en 1984 luego de un conflicto regional la provincia de Ucayali vuelve a formar parte de Loreto, Nueva Requena toma relevancia como localidad limítrofe entre los dos departamentos.
Nueva Requena está conectada al río Aguaytía mediante la laguna Tipishca, la que en época de lluvia suele inundar parte del poblado. La localidad es usada como punto de ingreso a la selva por traficantes de terrenos, en áreas amazónicas vírgenes, lo que genera un problema de deforestación y conflictos sociales.